# Moneres
Les moneres són un regne biològic actualment en desús que comprenia la majoria dels éssers vius amb una estructura cel·lular procariòtica. A causa d'això aquest regne rep de vegades el nom de Prokaryotae. Abans de la seva creació, se'ls tractava com dues divisions diferenciades de les plantes: els Schizomycetes o bacteris, considerats fongs, i els cianofitins, algues blaves. Ara se sap que aquestes darreres són un grup dins els bacteris, anomenat cianobacteris, i es coneix que no estan properament relacionades amb les plantes, fongs o animals.
Els cianobacteris tenen nutrició autòtrofa (cosa de la qual es diferencien del bacteris) i una mida més gran. S'agrupen en colònies amb una substància gelatinosa que fa que a vegades es puguin veure a ull nu. Els cianobacteris són també anomenats "algues blaves".
Estudis de Carl Woese del 1977 demostraren que els procariotes estan dividits en dos grups diferenciats, que no semblen estar més relacionats entre ells que amb els eucariotes. Els va anomenar Eubacteria i Archaebacteria, i més endavant Eubacteria i Archaea. Se'ls pot considerar com subregnes, però els esquemes més nous tendeixen a abandonar Monera i tractar-los com dominis separats.
Ernst Haeckel proposà el quart regne, que és Monera. Descobrí que hi ha moltes característiques fonamentals, rares en altres organismes, però que es troben en els bacteris i les algues blaves.
En el sistema de tres regnes, Monera inclou els microorganismes eucariòtics. Nogensmenys, es va considerar més tard que els Monera eren massa diversos per ésser vists com un únic regne.
Les moneres són els éssers vius més petits que existeixen. La seva mida és microscòpica. Són organismes unicel·lulars i la seva cèl·lula no té un nucli diferenciat. El grup d'éssers vius més abundants en el regne de les moneres són els bacteris. Alguns bacteris són beneficiosos, com el Lactobacillus que, afegit a la llet, produeix iogurt o formatge. Altres bacteris són perjudicials i causen malalties i infeccions, com les salmonel·les que causen gastroenteritis.